# Nan groc

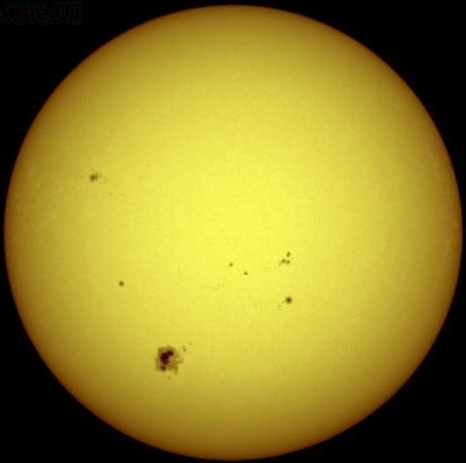
El Sol és un exemple de nan groc.

Un nan groc (o nana groga) és un estel de la seqüència principal de color groc amb una massa d'entre 1 M☉ i 1.4 M☉. De classe de lluminositat V, es troba en el procés de convertir, en el seu nucli, l'hidrogen en heli mitjançant fusió nuclear. El Sol és l'exemple més conegut d'un nan groc.
S'estima que la vida d'un nan groc és d'uns 10.000 milions d'anys, temps que triga a consumir les seves reserves d'hidrogen, el combustible principal durant aquesta etapa. Quan s'acaba aquest element, l'estel s'expandeix diverses vegades la seva grandària anterior i passa a ser un gegant vermell. Finalment, la gegant vermella expel·leix les seves capes exteriors per a convertir-se en una nebulosa planetària. El seu centre, per contra, es col·lapsa i es converteix en un dens nan blanc.
Aproximadament el 10% dels estels de la Via Làctia són nans grocs. En la taula següent, es recullen els nans grocs de tipus espectral G a menys de 28 anys llum de la Terra: 
| Estel             | Tipus espectral | Magnitud aparent | Magnitud absoluta | Ascensió recta (J2000) | Declinació (J2000.) | Distància (anys llum) |
| ----------------- | --------------- | ---------------- | ----------------- | ---------------------- | ------------------- | --------------------- |
| Sol               | G2V             | −26.73           | 4.8               | —                      | —                   | 1.6x10-5              |
| α Centauri A      | G2V             | −0.01            | 4.34              | 14h 39m 36.50s         | −60° 50' 02.3"      | 4.39                  |
| τ Ceti            | G8Vp            | 3.49             | 5.68              | 01h 44m 04.08s         | −15° 56' 14.9"      | 11.9                  |
| Achird A          | G3V             | 3.46             | 4.59              | 00h 49m 06.29s         | +57° 48' 54.7"      | 19.4                  |
| 82 Eridani        | G5V             | 4.26             | 5.35              | 03h 19m 55.65s         | −43° 04' 11.2"      | 19.8                  |
| δ Pavonis*        | G8V             | 3.55             | 4.62              | 20h 08m 42.61s         | −66° 10' 55.4"      | 19.9                  |
| ξ Boötis A        | G8Ve            | 4.72             | 5.59              | 14h 51m 23.38s         | +19° 06' 01.7"      | 21.9                  |
| Alula Australis A | G0V             | 4.41             | 4.25              | 11h 18m 11s            | +31° 31' 45"        | 27.2                  |
| Alula Australis B | G5V             | 4.87             | 5.07              | 11h 18m 11s            | +31° 31' 45"        | 27.2                  |
| Asterion          | G0V             | 4.24             | 4.63              | 12h 33m 44.54s         | +41° 21' 26.9"      | 27.3                  |
| 61 Virginis       | G5V             | 4.74             | 5.09              | 13h 18m 24.31s         | −18° 18' 40.3"      | 27.8                  |

* δ Pavonis està abandonant la seqüència principal per transformar-se en un estel subgegant.